# Barbitistes serricauda
Barbitistes serricauda – południowoeuropejski gatunek owada prostoskrzydłego z rodziny pasikonikowatych (Tettigoniidae) po raz pierwszy opisany naukowo z Włoch w 1794. Występuje głównie w środowiskach leśnych od Holandii i Belgii przez Niemcy i Słowację po Ukrainę. Północna granica potwierdzonego zasięgu jego występowania przebiega w pobliżu południowej granicy Polski. 
Z Polski był wykazywany kilkakrotnie (z Dolnego Śląska, Wyżyny Krakowsko-Wieluńskiej i z Beskidu Zachodniego), prawdopodobnie błędnie. Podobnym gatunkiem jest Barbitistes constrictus (opaślik sosnowiec), z którym – zdaniem entomologów – B. serricauda był mylony, choć nie można wykluczyć jego wystąpienia w Polsce.